# Capella de Sant Magí (Tarragona)
La capella de Sant Magí és una capella de la part alta de Tarragona protegida com a bé cultural d'interès local. Es construeix sobre i dins la muralla romana de la ciutat i un portal dels segles XII-XIII conegut com el Portal del Carro. Així la façana nord de la capella és el parament exterior de la muralla romana, amb el portal del Carro i les cartel·les d'una lladronera. El parament intern de la muralla es pot observar tant dins de la capella com en el pati contigu.

## Descripció
Ocupa l'amplada del que abans era el portal del Carro, antiga porta d'entrada a la ciutat, i té de llarg una mica més que l'amplada de la muralla romana. La primitiva capella seria probablement l'espai del portal medieval, i d'aquesta es conserva una pintura dels segles XVII, amb la imatge de sant Magí. Al segle xviii la capella va ser sensiblement ampliada, desmuntant-se part de la muralla romana i medieval.
Capella d'una nau, té la porta d'entrada al carrer Portal del Carro, sobre la qual hi ha una rosassa semicircular.
El 1778 es beneí l'altar de la capella de Sant Magí i un any després es pressupostà la seva ampliació. El mestre d'obres Jordi Miralles construí un portal de llisos i ocupà part d'un pati immediat a la muralla. El 1813, durant el setge dels francesos, es col·locà una mina a la torre de Sant Magí causant greus danys a la capella.
La façana actual respon al disseny de Francesc Barba i Masip i segurament es finalitzà el 1857. Consta d'una porta i una obertura amb forma de mitja taronja amb el clar propòsit d'il·luminar l'interior. La cornisa i l'acabament és d'època posterior. A més, en el tractament del parament s'aprecia que és una obra aixecada en diverses fases. Sobre la porta hi ha un emblema o escut al·lusi a sant Magí.
A l'interior es col·locaren unes pilastres de pedra descansant una sèrie d'arcs i es compartimentà l'espai en dues naus. El mur exterior quedà intacte si bé s'obriren dues finestres per a augmentar la il·luminació natural de l'església.
Cal destacar el retaule de marbre amb l'antiga imatge de Sant Magí, construït el 1911, i l'altar dedicat a la Mare de Déu dels Dolors. La construcció d'aquest últim fou indicada pel prelat Sr. Costa i Borràs.

## Història
La capella fou construïda a aquest lloc puix conta la tradició que Sant Magí, alliberat de les seves cadenes i obertes les portes de la presó per la protecció divina, sortí de la ciutat per la porta de la muralla (avui Portal del Carro) per dirigir-se a la seva cova de la Brufaganya.
El 23 de febrer del 1778 aquesta capella fou beneïda, i el 24, del mateix mes i any, fou la celebració de la primera missa.
A la devoció popular s'afegeix el fet que el 18 d'agost del 1813, amb la retirada napoleònica i la voladura de la ciutat de Tarragona, restà intacte el sector de Sant Martí.
L'escut o emblema sobre la porta de l'església té la categoria de BCIN segons el Decret 571/1963 de 14 de març sobre protecció d'escuts, emblemes, pedres heràldiques, rotlles de justícia, creus de terme i pedres similars (BOE 30.03.1963) que es recull a la disposició addicional segona de la Llei 16/1986 de 25 de juny del Patrimoni Històric Espanyol (BOE 25.06.1985) i al seu temps es recull a la disposició addicional primera.